# Убийство Марека Папалы

Марек Папала

Убийство надинспектора полиции Польши Марека Владислава Папалы, главного коменданта полиции с 3 января 1997 по 29 января 1998 года, произошло вечером 25 июня 1998 года в Варшаве около дома № 17 по улице Винценты Жимовского, где он проживал. Согласно официальной информации, примерно в 22:00 Папала, возвращаясь с Центрального вокзала, подъехал к дому за рулём автомобиля Daewoo Espero, однако, когда он попытался выйти из машины, неизвестный выстрелил ему в голову из пистолета с глушителем. В ту же ночь была образована следственная группа полиции Польши, которой доверили проведение расследования и установление полных обстоятельств случившегося. В ходе расследования были опрошены несколько сотен свидетелей и сформулированы порядка 11 версий случившегося, однако суд не смог установить ни заказчиков, ни исполнителей, ни мотивы убийства.
Прокуратура Польши долгое время подозревала бизнесмена Эдварда Мазура в организации убийства: его арестовали в Чикаго в 2006 году на основании показаний наёмного убийцы Артура Зираевского, но через год суд отказал польской стороне в просьбе об экстрадиции Мазура в Польшу. В 2010 году на скамье подсудимых оказались криминальный авторитет Рышард Богуцкий и наёмный убийца Анджей Зелиньский, которые были оправданы три года спустя ввиду отсутствия доказательств их причастности к преступлению. В 2016 году перед судом предстали шестеро членов банды автоугонщиков во главе с неким Игорем М. по кличке Патык, которого другой член банды Роберт П. по кличке Байкер назвал непосредственным убийцей. Все шестеро были оправданы в 2023 году за недостатком улик и в связи с тем, суд счёл показания Байкера не заслуживающими доверия. Дело об убийстве Папалы остаётся нераскрытым до сих пор.

## События дня
В течение всего дня 25 июня 1998 года надинспектор полиции Польши Марек Папала проводил ряд мероприятий, готовясь к своему будущему назначению в Брюссель. Вечером того дня он поехал в Вилянув в гости на именины к генералу СБ ПНР Юзефу Сасину. В квартире в доме 20 по улице Виктории Веденьской находились сам хозяин с женой Яниной и сын Яцек со своей супругой. Среди гостей присутствовали полковник СБ ПНР Ипполит Старшак со своей супругой и предприниматель Эдвард Мазур, крёстный отец Яцека Сасина, а в прошлом — один из осведомителей польских спецслужб. Папала намеревался обсудить с Мазуром детали одной из своих предстоящих командировок в США: в 19:30 он созвонился с Мазуром, чтобы узнать, как проехать к дому Сасина, и прибыл примерно в 20:00. Мазур пробыл в гостях полчаса и потом ушёл, безуспешно попытавшись уговорить Папалу уйти сразу вместе с ним. Согласно свидетельствам участников посиделок, Мазур не употреблял алкоголь, поскольку должен был вести машину. Как оказалось, Мазур и Сасин были последними, кто видел Папалу живым.
Спустя некоторое время после ухода Мазура из гостей Папала тоже покинул квартиру Сасиных, отправившись к Центральному вокзалу, чтобы забрать свою мать, которая ехала к нему из Прухника и собиралась его в тот день навестить. Однако поскольку поезд опаздывал, то Папала поехал домой. В районе 22:00 он подъехал на автомобиле Daewoo Espero к дому 17 по улице Винценты Жимовского, где и проживал. Когда он попытался выйти из машины, неизвестный выстрелил ему в голову из пистолета с глушителем. Через несколько минут из дома вышла супруга генерала, которая вывела на вечернюю прогулку таксу: она подошла к автомобилю и увидела мужа в странной позе: его голова упала на руль, а левая рука сжимала ключи от автомобиля, не выдернутые из замка зажигания. Попытки жены вернуть супруга к жизни не имели шансов: смерть наступила мгновенно.
Непосредственным свидетелем убийства оказался гражданин Вьетнама: с его слов, около 22:00 он курил, когда к дому подъехал Daewoo Espero, а когда он отвернулся, то услышал звук, похожий на взрыв петарды. Позже он услышал только крики жены генерала, обнаружившей тело убитого мужа. Со слов свидетеля, он видел, как некий человек вытащил из машины что-то, похожее на автомобильный огнетушитель, однако он не смог описать ни лицо, ни фигуру этого человека. Из показаний соседей следовало, что возле машины бродил неизвестный молодой человек лет 25 на вид с рукой на перевязи; по версии писательницы Дороты Кани, это был молодой человек лет 20—22, который якобы успел поговорить с Папалой перед тем, как в генерала выстрелили. В прессе того времени были опубликованы многочисленные фотографии места преступления, освещённого мощными полицейскими прожекторами и ограждённого полицейскими лентами с целью не пускать посторонних лиц. По словам Малгожаты Папалы, в первые часы после убийства во дворе собралась толпа из сотрудников полиции, фотографов, журналистов и простых людей, а полиция натянула сигнальные ленты только после того, как вдова публично потребовала от посторонних убраться и не мешать полиции делать свою работу. Адвокат Гжегож Цихевич утверждал, что охране места преступления не уделялось особого внимания. Одним из первых туда прибыл заместитель Папалы Роман Курник.

## Начало расследования
Сообщение об убийстве Папалы стало шоком для польской полиции: прежде никто не осмеливался поднять руку на главного коменданта полиции, хотя случаи нападения на полицейских всё же имели место. С 1994 по 1997 годы в Польше было убито 38 сотрудников полиции, находившихся при исполнении, а всего за 1997 год на полицейских было совершено 508 нападений, в результате которых погибло 11 сотрудников полиции, 36 получили тяжёлые ранения, 93 — лёгкие ранения и ранения средней степени тяжести. По словам одного из варшавских следователей, кто-то из полицейских после публикации новостей о гибели коменданта заявил: «Насколько быстра карьера, настолько быстра и смерть». Общественность была убеждена, что убийство Папалы было заказным и могло быть совершено из мести.
Уже в ночь убийства была образована специальная группа, на которую возложили проведение всех следственных мероприятий. Полиция заявляла, что раскрытие убийства Папалы было для них делом чести, а политики правых и левых партий всячески уверяли семью погибшего, что помогут добраться до истины. Преемник Папалы на посту Главного коменданта полиции Польши Ян Михна объявил вознаграждение в размере 15 тысяч злотых за любую информацию, которая привлечёт к аресту убийц; ещё один депутат Сейма собрал сумму в эквиваленте 70 тысяч долларов, которую пообещал в качестве вознаграждения за помощь в поимке убийц. Из улик у полиции были только деформированная пуля, застрявшая в спинке сиденья, и отпечаток пальца на стекле автомобиля. Баллистическая экспертиза показала, что выстрел был осуществлён с короткой дистанции и носил преднамеренный характер.

## Первые исключённые версии
Одну из первых версий убийства сразу же после случившегося озвучил бывший министр внутренних дел Польши Лешек Миллер: он утверждал, что к убийству могла быть причастна преступная группировка, связанная с наркоторговлей, контрабандой автомобилей или фальшивомонетничеством. Убийство он связал с тем, что Папала специализировался на расследовании подобных преступлений. По словам адвоката Гжегожа Цихевича, полицией разрабатывалось около десятка разных версий, из которых основными стали следующие четыре:
- убийство, связанное с личной неприязнью;
- убийство, связанное с профессиональной деятельностью;
- совершённое по неосторожности убийство;
- причастность польских или иностранных спецслужб к смерти.

Версия причастности иностранных спецслужб была отброшена одной из первых. Согласно автору книги «Убить Папалу» журналисту Сильвестру Латковскому, на начальном этапе расследования в качестве основных версий рассматривались следующие четыре:
- случайное убийство, совершённое преступником;
- убийство на почве семейного скандала;
- причастность другого сотрудника полиции к смерти Папалы;
- убийство, связанное с профессиональной деятельностью и осведомлённостью Папалы.

На раннем этапе была отброшена версия и об убийстве из корыстных побуждений. Незадолго до смерти генерал получил большой кредит на покупку квартиры в Варшаве, но задолженности по кредиту он гасил своевременно, рассчитывая продать свой недостроенный загородный дом, который находился в посёлке Хотомув под Варшавой. В этом же посёлке находились загородные дома воломинских криминальных авторитетов — братьев Генрика и Веслава Невядомских, которые, согласно заявлению полиции Варшавы, тоже принимали участие в строительстве дома Папалы. В то же время финансовая ситуация в семье Папалы не могла быть оптимальной: он был единственным трудоустроенным человеком в семье, а встречи в ресторанах требовали намного больше средств, чем позволяла зарплата полицейского.
Следователям пришлось всерьёз проверить версию о возможном конфликте в семье: среди коллег Папалы ходили слухи, что он может развестись с супругой. Известно, что за полчаса до убийства Папала встретился с женщиной по имени Александра Л., с которой у него был небольшой роман в 1992 году (тогда она работала секретарём в Управлении дорожного движения). Однако на допросах Александра говорила, что не строила никаких планов на совместное будущее с Мареком и что он не собирался разводиться с женой: тем самым расследование по линии возможной супружеской измены было прекращено. Заместитель главы МВД Малгожата Винярчик-Коссаковская, которую считали одной из наиболее привлекательных сотрудниц МВД, опровергла слухи о том, что у неё с Папалой были близкие отношения. Единственные семейные проблемы, о которых говорил Марек Папала, были связаны с одним из его двоюродных братьев из Подкарпатья, который учился в Военно-технической академии имени Домбровского и был уличён в плагиате своей выпускной работы. Инспектор боялся, что этот скандал бросит тень на его собственную репутацию.
В следственном штабе было принято решение установить подслушивающие устройства в гроб на случай, если родные и близкие Папалы скажут у его могилы что-то, что могло бы пролить свет на обстоятельства преступления. Однако спустя несколько месяцев после похорон Папалы прослушку и расследование по этой линии прекратили, не получив никакой ценной информации. В июне 2005 года в интервью польской газете Policja 997 вдова коменданта полиции Малгожата заявила, что ей пришлось выслушивать первые слухи о смерти мужа прямо в ночь убийства. В 2008 году она заявила, что сотрудник Управления охраны государства Рышард Бешиньский путём угроз требовал от неё признаться в том, что она заказала убийство собственного мужа. Сам Бешиньский категорически отверг подобные обвинения, заявив, что ни он сам, ни его подчинённые даже не допускали подобных мыслей, а смерть Папалы стала и его личной трагедией.

## Вопрос причастности преступных группировок

### Возможные мотивы
В течение нескольких месяцев расследование так и не сдвинулось с мёртвой точки. Дело было передано Главной комендатуре полиции Польши, в составе которой была учреждена специальная следственная группа «Генерал», занявшаяся расследованием убийства Папалы. Однако ход расследования и в дальнейшем неоднократно подвергался критике со стороны журналистов и бывших сотрудников правоохранительных органов. По мнению журналистки Дороты Ковальской, самой распространённой в обществе и наиболее правдоподобной версией была та, согласно которой Папала был убит по той причине, что имел доступ к некоей информации, обнародование которой могло повлечь непредсказуемые последствия. Гжегож Цихевич полагал, что Папала мог получить доступ к компромату, связанному с торговлей наркотиками, угоном автомобилей или незаконными сделками с недвижимостью. Сам комендант полиции, со слов той же Ковальской, незадолго до гибели встречался с настоятелем монастыря Ясная Гора отцом Иренеушем Помпой, в разговоре с которым выразил свои опасения, что за самим Папалой велась слежка.
Согласно некоторым из опубликованных в прессе версий, Папалу могли убить, чтобы не позволить ему разоблачить организаторов контрабанды наркотиков в Польшу: в материалах следствия упоминались один из «партнёров» русской мафии в деле контрабанды наркотиков поляк Мариан Козина (пол. Marian Kozina), имевший паспорт на имя Рикардо Фанкини (итал. Ricardo Fanchini), и некто Пётр К. из Дюссельдорфа, сообщник Фанкини. Поскольку Папала собирался занять новую должность в Брюсселе, у проживавшего в те годы в Бельгии Фанкини был мотив избавиться от Папалы, чтобы не позволить экс-коменданту полиции передать европейским коллегам сведения, которые привели бы к аресту самого Фанкини и разгрому его банды. В какой-то момент польское издание Newsweek выдвинуло версию, что Папала, активно боровшийся против наркомафии, сам мог быть членом преступного сообщества, однако после этой публикации родственники Папалы не только публично опровергли эти заявления, но и потребовали от СМИ «не распространять ложную информацию». Ряд СМИ утверждали, что убийство Папалы было связано с махинациями при беспошлинном ввозе миллионов тонн зерна из Узбекистана и Казахстана. За ввоз отвечал бизнесмен и бывший агент польских спецслужб Эдвард Мазур, который вместе с Еремяшем Бараньским и бизнесменами Анджеем Куной и Александром Жагелем был в числе фигурантов прогремевшей в 2000-е годы аферы Orlen. Среди допрошенных по делу об убийстве Папалы был сотрудник внешней разведки КГБ СССР и Службы внешней разведки России Владимир Алганов, долгое время работавший в посольстве СССР в Польше, но он отказался сотрудничать со следствием. Свидетелем по делу проходил и генерал запаса Юзеф Сасин, у которого Папала побывал в гостях за два часа до трагедии.
Журналист Сильвестр Латковский предполагал, что Папалу могли убить за его намерения предать огласке царившую в польской полиции коррупцию — из рядов польской полиции за время работы Папалы на посту Главного коменданта были уволены сотни лиц, которых подозревали в склонности к получению взяток. Среди версий убийства рассматривалась и политическая — Папалу якобы могли ликвидировать по той причине, что он владел оперативными материалами о связях некоторых политиков с преступным миром. Политическую версию «подогревал» тот факт, что должность Главного коменданта Папала занимал, когда правительство возглавлял Влодзимеж Цимошевич, а его назначение обеспечил глава МВД Лешек Миллер — оба были членами оппозиционной партии «Социал-демократия Республики Польша». Согласно ещё одной версии, к убийству была причастна «топливная мафия»: начальник полиции Катовицкого воеводства надинспектор Мечислав Клюк утверждал, что Папала перед смертью попросил его проследить за некоторыми лицами, связанными с «топливной мафией», и доложить ему об их связях с чиновниками. В то же время в версии причастности преступных сообществ к смерти изъяном считался тот факт, что бандиты искренне боялись, что полиция будет с особой тщательностью искать убийц в преступном мире, прикладывая намного бо́льшие усилия.
В октябре 2015 года бывший криминальный авторитет Ярослав Соколовский (Масса), имевший статус «коронного свидетеля», высказал версию о том, что в смерти Папалы могли быть заинтересованы две группы. Первая — сотрудники Военной информационной службы, которые не могли простить Папале его успехов в борьбе с прушкувской бандой. Вторая — члены Союза демократических левых сил, которых Папала якобы шантажировал и которые фактически контролировали деятельность Военной информационной службы. По мнению Соколовского, Папала мог быть неудобной фигурой для кого-то из этих двух кругов, а у криминального мира тогда не было сил, чтобы предпринять покушение на Папалу. В одном из интервью Соколовский заявил, что в криминальном мире искренне полагали, что после убийства Папалы полиция немедленно начнёт задержания всех представителей польского преступного мира минимум на 48 часов и будет тщательно допрашивать задержанных. Однако, по словам журналистки Дороты Ковальской, полиция этого не сделала и тем самым допустила ошибку уже в первый день после убийства Папалы, поставив под сомнение перспективы раскрытия убийства. Ещё одной наиболее серьёзной ошибкой стало то, что польские спецслужбы за всё время ни разу не подключались к расследованию дела Папалы.

### Имена некоторых подозреваемых
По мнению телеканала TVN24, одним из подозреваемых в организации убийства Марека Папалы считался криминальный авторитет Еремяш Бараньский (Баранина) — один из лидеров «прушкувских», который подозревался в организации покушения не только на Папалу, но и на министра спорта Яцека Дембского. Газета Życie Warszawy утверждала, что непосредственным исполнителем преступления был Рафал Каниговский (Жирный) (пол. Rafał "Gruby" Kanigowski), который с января 1998 года был правой рукой Бараньского после смерти Анджея Гжимского (Джуниора) (пол. Andrzej "Junior" Grzymski). Каниговского считали виновным как минимум в двух громких убийствах, совершённых в 1997 году. Утверждалось, что Каниговский осуществлял за Папалой слежку в последние месяцы жизни экс-коменданта полиции, а через несколько дней после убийства якобы приказал бросить в Вислу пакет с боеприпасами — «вещи Папалы» (пол. rzeczy Papały). Сам Каниговский был расстрелян неизвестными в Жабенце 30 сентября 1998 года, спустя три месяца после убийства Папалы. О возможной роли Каниговского полиция узнала через три недели после убийства, когда приняла телефонный звонок от неустановленного лица, однако в прокуратуру информация об этом звонке попала только спустя шесть лет. Австрийская полиция установила, что звонил некто Марцин П., один из руководителей Каниговского.
Проживавший в Вене Бараньский был руководителем так называемой преступной «группы Баранины» (пол. grupa Baraniny), орудовавшей в Австрии — с её помощью он поддерживал связь с Мазуром, а Каниговский был «резидентом» банды Бараньского в Варшаве. После ареста по обвинению в организации убийства Яцека Дембского 9 апреля 2003 года Бараньский предпринял неудачную попытку суицида, отравившись чистящим веществом, и был доставлен в венскую больницу, а 7 мая 2003 года повесился в венской тюрьме на ремне брюк. В то же время Дорота Ковальская утверждает, что только после самоубийства Бараньского его фамилия была занесена прессой в списки подозреваемых в убийстве Папалы, а его возможные мотивы никто так и не сформулировал.
По ходу расследования окружная прокуратура Варшавы и прокуратура Лодзи сформулировали два разных обвинительных заключения, в каждом из которых указывалась причастность мафии к убийству, но приводились абсолютно разные версии случившегося. Варшавские следователи указывали на причастность к убийству польского бизнесмена Эдварда Мазура, долгое время жившего за границей, а лодзинские следователи утверждали, что к смерти Папалы была причастна шайка автоугонщиков во главе с бандитом по кличке Патык, пытавшаяся угнать у генерала служебную машину. В 2009 году по распоряжению Государственной прокуратуры во главе с прокурором Эдвардом Залевским было принято решение перенести расследование из Варшавы в Лодзь из-за многочисленных процессуальных нарушений, допущенных Варшавской прокуратурой: в связи с этим в структуре Центрального бюро расследований полиции произошли серьёзные изменения. Была образована новая следственная группа под кодовым названием «Генерал II» (пол. Generał II) во главе с директором отдела расследования преступлений Главной комендантуры полиции инспектором Мареком Дыяшом (пол. Marek Dyjasz): уже после образования этой группы был арестован высокопоставленный сотрудник Славомир О. (пол. Sławomir O.), обвинённый в сотрудничестве с «прушкувскими». Один из коронных свидетелей, бандит Пётр К. (пол. Piotr K.) по кличке Брода заявил о связи полицейского с покушением на Папалу, сказав, что тот часто подвозил двух граждан России, которые ездили к Папале в Хотомув, где находился его загородный дом. Однако эта версия не получила поддержки у следствия.
В 2013 году прокурор Ежи Мерзевский (пол. Jerzy Mierzewski), который на протяжении многих лет расследовал дело об убийстве Папалы, заявил, что за всё время расследования к делу привлекались более 40 разных следователей, причём в какой-то момент над делом работали одновременно 11 следователей. На самого Мерзевского не оказывалось давления со стороны государства в плане требований расследовать причастность по той или иной линии. Однако при этом только министр юстиции Збигнев Чвенкальский выражал хоть какую-либо заинтересованность в скорейшем раскрытии дела: ни одна фракция польского парламента не подала заявление об учреждении какой-либо парламентской комиссии по расследованию убийства Папалы.

## Вопрос причастности Эдварда Мазура

### Показания Артура Зираевского
Эдвард Мазур был лично знаком с Папалой и даже обучал его английскому языку во время его подготовки к занятию будущей должности — координатора сотрудничества полицейских служб Европы в борьбе с международной организованной преступностью. Версию того, что Мазур был заказчиком убийства, полиция стала разрабатывать на основе показаний киллера из Троймяста Артура Зираевского по кличке Иван: первые показания он дал 6 апреля 1999 года, опознав на представленных ему фотографиях Эдварда Мазура и гангстера по кличке Словик. Согласно материалам допросов Зираевского, в гданьской гостинице Marina произошло несколько встреч при участии Мазура, на которых обсуждалось возможное убийство экс-коменданта полиции. Так, в марте или апреле 1998 года состоялась встреча, на которой присутствовали гданьский криминальный авторитет Никодем Скотарчак по кличке Никось, сам Артур Зираевский и ещё несколько авторитетов — Никодем Томаш Новосад (пол. Nikodem Tomas Nowosad), Яцек Харон (пол. Jacek Haron) и Казимеж Хедберг (пол. Kazimierz Hedberg). Гостям сказали, что их жертвой должен стать варшавский полицейский, но ничего конкретного более не сообщалось. Чуть позже Зираевский встретился с украинцем Сергеем Сенькивом, ветераном Афганистана и членом так называемого «клуба наёмных убийц» (пол. klub płatnych zabójców), который сказал, что Новосад пообещал ему 40 тысяч долларов за убийство Папалы.
Чуть позже, в апреле того же года Мазур встретился в том же отеле с группой людей — вышеупомянутыми Артуром Зираевским и Никодемом Скотарчаком, но и представителем прушкувского криминального подполья Анджеем Зелиньским по кличке Словик, предложив 40 тысяч долларов тому, кто возьмёт на себя задачу убить Папалу. В канун этой встречи Зираевский встретился со Скотарчаком в снятом им гостиничном номере, а во время их разговора в номер зашёл ещё один криминальный авторитет Рышард Богуцкий, который, по словам Никося, прекрасно «знал своё дело». На самой встрече Мазур огласил имя жертвы — Марек Папала — и показал всем присутствующим фотографию инспектора полиции. Он заявил, что Папалу нужно убрать как можно скорее, пока он не выехал за границу. В качестве мотива для избавления от Папалы Мазур называл защиту личных интересов, которые, по мнению Зираевского, могли быть связаны с наркоторговлей. Мазур предположил, что именно Зираевский справится с этой задачей, и договорился с Богуцким о том, что тот как посредник предоставит всю информацию для выполнения заказа.
Из рассуждений Мазура Иван пришёл к выводу, что организаторы убийства должны были дождаться некоего сигнала из министерства внутренних дел и администрации Польши. Вскоре после встречи Зираевский и Скотарчак прибыли в Варшаву в отель Mariott, где у Скотарчака якобы была запланирована некая деловая встреча, что Зираевский истолковал как приготовление к покушению на Папалу. На автостоянке они встретили трёх человек: Мазура и двух незнакомцев, которых тот представил как своих партнёров по именам Юзеф и Яцек. Из частично подслушанного разговора Зираевский запомнил, что речь шла о контрабанде наркотиков через восточную границу Польши. За два месяца до смерти Папалы, 24 апреля 1998 года Никось был убит в Гдыне: полиция так и не смогла доказать, что он имел какое-то отношение к заговору с целью убить Папалу. 29 апреля того же года был арестован Зираевский, которому формально предъявили обвинения в убийстве гданьского бизнесмена Петра С., в котором был замешан и упомянутый выше Сенькив. За решёткой оказался и Зелинський, взятый полицией ещё до убийства Папалы. Зелиньский утверждал, что через несколько недель после встречи с Мазуром он встретился в Миколайках в гостинице «Голембиевски» с прушкувским криминальным авторитетом Зыгмунтом Р. по кличке Болё (пол. Bolo) и сказал ему, что Мазур действительно предлагал ему 40 тысяч долларов за голову Папалы.
На допросе Артур сказал, что фамилия двух загадочных коллег Мазура, с которыми он встретился на парковке у варшавского отеля Mariott, была «что-то типа Сусин», в связи с чем появилась версия, что этими людьми были ветеран Службы безопасности ПНР Юзеф Сасин и его сын Яцек. Обоих вскоре задержали по требованию гданьского отдела Центрального бюро расследований полиции, и Зираевский опознал их на очной ставке. На основе данных Зираевским показаний и запомненных им фрагментов разговора Скотарчака с Сасиными следствие пришло к выводу, что Никось пытался сказать Зираевскому, что Мазур якобы поддерживал деятельность правительства Лешека Миллера по контрабанде наркотиков. В 2007 году Иван снова дал показания и заявил, что 10 лет тому назад присутствовал на встрече в Гданьске у консула Греции, на которой обсуждалась контрабанда наркотиков. С его слов, на встрече присутствовали сам Зираевский, Мазур, Скотарчак, премьер-министр Лешек Миллер и гангстер Мариан Козина. Однако когда эта информация просочилась в прессу, Зираевский выразил свою обеспокоенность тем, что это могло не лучшим образом сказаться на его личной безопасности.
Версию причастности Мазура к убийству поддерживали не все следователи, но этот вопрос был поднят даже в правительственных верхах и однажды привёл к скандалу. Депутат Сейма от партии «Порядок и справедливость» Збигнев Зёбро публично задал вопрос премьер-министру Лешеку Миллеру, состоявшему в партии «Социал-демократия Республики Польша», о ходе расследования и дополнительно спросил, известно ли ему о том, что Мазур лично знал Миллера и имел среди знакомых немало членов «Социал-демократии». По словам самого Зёбро, в ответ Миллер засыпал его оскорблениями и назвал депутата «нулём». Ещё один депутат Сейма Збигнев Вассерман утверждал, что спецслужбы с самого начала поддерживали гипотезу о причастности родственников Папалы к смерти коменданта полиции, но всячески стали выгораживать Мазура, когда его имя появилось среди подозреваемых.

### Загадочные смерти свидетелей
По мнению Сильвестра Латковского, высказанному в 2008 году, в какой-то момент следствие сосредоточилось исключительно на версии причастности Мазура как заказчика убийства, а убийца, по всей видимости, принадлежал к «кружку заказных убийц» из Троймяста. Полиция допрашивала киллера Марка Рупрехта из Троймяста, арестованного по обвинению в убийстве одного из гданьских бизнесменов, и Рупрехт заявил, что непосредственно убийцей Папалы был наркодилер Казимеж Хедберг (пол. Kazimerz Hedberg) по кличке Картофель (пол. Kartofel), который был осведомителем Службы безопасности ПНР и Управления охраны государства. Его осудили в Швеции за контрабанду амфетамина, но по своей воле он решил отбывать наказание в Польше; спустя год после смерти Папалы Хедберг скончался от рака. Сотрудник прокуратуры Польши, содействовавший экстрадиции Рупрехта в Польшу, обвинялся в получении взятки от Мазура в обмен на совершение этой экстрадиции, но вскоре покончил с собой, выстрелив себе в голову.
Дорота Ковальская писала, что ряд сотрудников Службы безопасности ПНР действительно занимались в 1980-е годы производством и контрабандой амфетамина в Швецию, пытаясь тем самым получить дополнительные средства для содержания службы. Папале стало известно, что некоторые из этих сотрудников находились в высших эшелонах власти, и он якобы пытался предупредить Лешека Миллера об этом, но так и не успел с ним встретиться. Заявления Рупрехта о Хедберге как исполнителе убийства подтверждал и Зираевский, однако если изначально он вообще не упоминал Мазура, то в августе 1999 года неожиданно заявил следователям о том, что именно Мазур был заказчиком покушения на Папалу. Вскоре стали фиксироваться случаи смертей лиц, рассматривавшихся полицией в качестве свидетелей по делу Папалы. Так, в 2000 году при загадочных обстоятельствах в Египте утонул бывший сотрудник антитеррористического подразделения польской милиции и чемпион по кикбоксингу Мечислав Запюр (Панцерник) (пол. Mieczysław "Pancernik" Zapiór), который должен был дать показания по делу об убийстве Папалы. Тело утонувшего так и не было найдено. В июле 2009 года в Гданьске был убит ещё один свидетель по делу Папалы, киллер Даниэль Захаржевский (Захар), входивший в так называемый «клуб наёмных убийц». При невыясненных обстоятельствах в автокатастрофе погиб борец Кшиштоф Веремко (пол. Krzysztof Weremko), который, согласно одной из версий, вместе с Рышардом Богуцким находился на автостоянке тем вечером, когда застрелили Папалу.

### Попытка экстрадиции Мазура
27 февраля 2002 года по распоряжению прокуратуры города Троймясто Эдвард Мазур был задержан и доставлен в Варшаву по подозрению в причастности к убийству Папалы. В тот же день Мазур сообщил о случившемся полковнику Ипполиту Старшаку, который отыскал для Мазура адвоката. Несмотря на данные арестованным Артуром Зираевским показания, через двое суток Мазур был освобождён без предъявления каких-либо обвинений и допросов. Через три часа он посетил варшавский ресторан Belveder в парке Лазенки-Крулевские, где проходила вечеринка с участием руководителей правоохранительных органов и спецслужб — в частности, там были заместитель Папалы как коменданта полиции Роман Курник, заместитель главы Управления охраны государства Здзислав Скоржа, министр внутренних дел и администрации Кшиштоф Яник и его помощник Збигнев Соботка. Спустя ещё несколько часов Мазур покинул территорию Польши. В январе 2005 года прокуратура официально предъявила в адрес Мазура обвинения в организации убийства Папалы, после чего находившийся на тот момент в Канаде бизнесмен перебрался в США. Через месяц, в феврале 2005 года полиция Польши объявила Мазура в международный розыск.
21 октября 2006 года Эдвард Мазур был арестован ФБР в своём доме в городе Гленвью недалеко от Чикаго, ему зачитали предъявленные прокуратурой Польши обвинения в убийстве Папалы. Вопрос экстрадиции Мазура обсуждался в связи с тем, что на момент своего ареста он был гражданином США. Польская сторона настаивала на необходимости экстрадиции Мазура, а министр юстиции Збигнев Зёбро даже вылетел в США, чтобы встретиться с представителями прокуратуры и объяснить им точку зрения обвинения. Защита Мазура заявила, что намерена не допустить принятия решения об экстрадиции Мазура в Польшу. Тем временем дочь генерала Наталья потребовала через суд компенсацию за моральный ущерб от Мазура в размере 1,5 млн злотых, и вскоре прокуратура наложила арест на имущество Мазура — квартиру площадью 150 м² в здании строительного кооператива Dembud стоимостью ориентировочно от 1,2 до 1,5 млн.. 15 ноября 2006 года суд постановил, что Мазур не может выйти под какой-либо залог до окончания рассмотрения дела в суде.
В ходе судебного следствия единственным свидетелем защиты выступил Рышард Бешиньский, который был куратором Мазура как осведомителя спецслужб и относился к числу тех, кто выражал большие сомнения в причастности Мазура к убийству Папалы. 20 июля 2007 года чикагский суд во главе с федеральным судьёй Арландером Кизом постановил отказать Польше в экстрадиции Мазура. Общий объём постановления составил 69 страниц: Киз заявил, что прежде никогда не отклонял запросы на экстрадицию преступников в другие страны, но в данном случае он не нашёл достаточных оснований для удовлетворения просьбы польской стороны. Показания Зираевского, указывавшие на причастность Мазура к организации убийства, суд признал ложными и недостоверными: сторона защиты Мазура утверждала, что Зираевский, находясь под стражей, выдумал всю историю о причастности Мазура к убийству. Следственная группа «Генерал» была недовольна решением чикагского суда: по мнению Сильвестра Латковского, следователи недвусмысленно намекали, что без показаний Мазура они не смогут установить истину в деле Папалы.

### Смерть Зираевского и Мазура
В 2007 году Зираевский был приговорён судом Гданьска к 15 годам лишения свободы за членство в организованном преступном сообществе — «клубе наёмных убийц». Утром 28 декабря 2009 года он был госпитализирован после передозировки сильнодействующим снотворным «эстазолан», которое врач прописал ему 18 ноября. Было известно, что в канун Рождества он серьёзно простыл, а спустя некоторое время сжёг все свои личные бумаги и отправил письмо жене. В тюремной больнице Гданьска Зираевский пробыл трое суток: вскоре у него началась пневмония. По словам журналиста Кшиштофа Пеховича, незадолго до госпитализации Зираевский получил некое «секретное послание» от другого осуждённого, которое чем-то его возмутило и вынудило сжечь бумаги. Ивана доставили в больницу Министерства внутренних дел и управления в Гданьске, где он находился под постоянным наблюдением сотрудников тюрьмы и полицейского спецназа. 31 декабря его перевели в обычную тюремную больницу, сохранив за ним наблюдение. Зираевский скончался 3 января 2010 года в больничной палате: в 14:55 во время гигиенических процедур он неожиданно упал, а в 15:38 после реанимационных мероприятий врачи констатировали его смерть.
В качестве официальной причиной смерти Зираевского была названа лёгочная эмболия. Однако СМИ предполагали, что смерть Ивана не была случайной: незадолго до гибели он снова дал показания по делу Папалы, но при этом охрану Зираевского якобы ослабили. Посещавшие Зираевского лица утверждали, что у него не было суицидальных настроений или наклонностей. Прокуратура Варшавы не снимала с Мазура подозрения в подстрекательстве к убийству Папалы и неоднократно направляла в США запросы на экстрадицию Мазура для дачи показаний, которые оставались без ответов. Мазур скончался 29 мая 2023 года. По мнению Дороты Ковальской, польская общественность считала именно Мазура заказчиком убийства Папалы, однако исчерпывающих доказательств против бизнесмена так и не было представлено.

## Процесс в отношении Богуцкого и Зелиньского
10 ноября 2009 года апелляционная прокуратура Варшавы представила суду официальное обвинительное заключение по факту убийства Папалы и начала расследование в отношении двух подозреваемых — криминального авторитета Рышарда Богуцкого и вышеозначенного Анджея Зелиньского (Першинга). В 2001 году Богуцкого арестовали в Мексике по обвинению в организации убийства члена прушкувской банды Анджея Коликовского, совершённого 5 декабря 1999 года (исполнителем оказался киллер Рышард Немчик (Мясник), который также числился среди подозреваемых в убийстве Папалы). В 2007 году суд признал Богуцкого виновным в убийстве Першинга и приговорил его к 25 годам лишения свободы. Зелиньский же был экстрадирован из Испании в 2003 году и предстал перед судом по обвинению в членстве в преступном сообществе. Судебный процесс в отношении обоих обвиняемых начался в феврале 2010 года: дело рассматривал Варшавский окружной суд. Согласно обвинительному заключению, Богуцкий и Зелиньский обвинялись в подстрекательстве к совершению преступления, причём Богуцкий действовал с прямыми намерениями убить Папалу.
Богуцкого с 2003 года подозревали в том, что он предлагал 30 тысяч долларов некоему Збигневу Г., чтобы тот отыскал подходящее место для убийства Папалы и избавился от экс-коменданта. Аналогично с 2005 года Зелиньского подозревали в том, что он предлагал Артуру Зираевскому осуществить то же самое за 40 тысяч долларов. По версии следователей, в течение 25 июня 1998 года Богуцкий осуществлял негласное наблюдение за тем местом, где планировалось расправиться с комендантом полиции, а в Папалу стрелял другой человек. В рамках этого заключения прокуратура в очередной раз безуспешно попыталась добиться от США экстрадиции Эдварда Мазура. Показания Артура Зираевского были зачитаны на судебном заседании от 15 февраля 2010 года, когда самого Зираевского уже не было в живых. В ходе судебных прений обвинение потребовало приговорить Богуцкого к 15 годам лишения свободы, а Зелиньского — к 8 годам тюрьмы, в то время как сторона защиты настаивала на невиновности обоих своих подзащитных. По польским законам Зелиньскому могло грозить по совокупности выдвигаемых ему обвинений пожизненное лишение свободы (с учётом обвинений в руководстве организованной преступной группировкой).
31 июля 2013 года окружной суд Варшавы оправдал Богуцкого и Зелиньского в связи с нехваткой доказательств. Председатель суда Павел Добош отметил, что представленные обвинением доказательства представляли собой «хрупкие, разрозненные звенья, которые образовывали собой прочную цепочку исключительно по мнению прокурора». Поскольку суд заявил, что до сих пор не установлено, кто и почему убил Папалу, прокуратура решила не подавать апелляцию на вынесенный приговор. В то же время вдова генерала Малгожата и дочь Наталья после оглашения приговора потребовали привлечь к ответственности руководство правоохранительных органов, объяснив это тем, что государственные структуры «скомпрометировали себя», не сумев даже по прошествии 15 лет установить ни исполнителей, ни заказчиков, ни мотивы преступления. Министр юстиции Марек Бернацкий выразил опасения, что при ведении двух параллельных производств по одному и тому же делу (следователями Варшавы и Лодзя) прокуратура так и не сможет установить чью-либо причастность к преступлению. В то же время прокурор Ежи Мерзевкий заявил, что никаких двух параллельных расследований не было и что часть материалов, связанных с делом в отношении Словика и Богуцкого, была отправлена в суд, в то время как прокуратура Лодзя продолжала расследование по линии Мазура, надеясь установить при этом исполнителя.

## Процесс в отношении банды Патыка

### Основания для обвинения
К иным выводам по поводу обстоятельств преступления пришла прокуратура Лодзи. В апреле 2012 года руководитель следственной группы Марек Дыяш (пол. Marek Dyjasz) сообщил о том, что подозреваемыми по делу об убийстве Папалы проходят пять человек — трое по обвинению в вооружённом ограблении, двое по обвинениям в убийстве и вооружённом ограблении. По версии Дыяша, Папала был убит бандитами, которые попытались ограбить его машину. Подозреваемыми были члены банды автоугонщика Игоря М. по прозвищу Патык (пол. Patyk), который к тому моменту был осуждён за несколько случаев автоугонов. Было известно, что Патык промышлял угонами автомобилей с 15 лет и был тесно связан с «прушкувскими» бандитами, которые в 1990-е годы были сильнейшей преступной группировкой Польши. В июне 2000 года тогдашний министр юстиции Лех Качиньский выдал санкцию Центральному бюро расследований при Главной комендатуре полиции на проведение специальной операции по задержанию членов прушкувской банды: через месяц были арестованы многие из членов банды, в том числе и её главари. Среди арестованных оказался и Игорь М., который пошёл на сотрудничество с правоохранительными органами, предоставив им информацию о более чем 150 угонах дорогостоящих автомобилей. Помимо этого, Патык передал следователям информацию о коррумпированных полицейских, которая была использована прокуратурой Катовице при аресте ряда полицейских, тайно сотрудничавших с «прушкувскими»; на основании этого Игорь М. получил статус «коронного свидетеля».
Показания одного из членов банды, Роберта П. по кличке Байкер (он же Роверек, пол. Rowerek), который также имел статус «коронного свидетеля», привели к тому, что именно Патыку предъявили обвинения в убийстве. Согласно показаниям Байкера, все пятеро преступников вечером выехали к дому, где жил Папала: «Байкер» и двое братьев Й. встали на караул, а Патык и ещё один бандит Майтек отправились искать машины, которые можно было бы ограбить и угнать. Основным моментом показаний Байкера стало то, что в 21:50 он, совершая свой «обход», услышал звук выстрела и крики «пожар», а затем увидел бегущих Патыка и его сообщника. Известно, что эти показания Роберта П. датировались 2011 годом, то есть 13 лет спустя после убийства: назвать точное время Роберту П., с его слов, помогло его хобби — коллекционирование часов, на которые он часто смотрел. По иронии, «Байкер» угодил в тюрьму именно после того, как его сдал полиции «Патык». Из показаний «Байкера» было установлено, что банда угоняла сравнительно новые автомобили, иногда силой вытаскивая водителей из-за руля и скрываясь на угнанных машинах. В частности, они угоняли автомобили депутата Сейма Барбары Блиды, инспектора полиции Ежи Дзевульского, певца Кшиштофа Цуговского и премьер-министра Влодзимежа Цимошевича. Следствие предположило, что обвиняемые действительно намеревались угнать Daewoo Espero, принадлежавший Папале, но в какой-то момент что-то пошло не по плану, и угонщики могли застрелить владельца автомобиля, не имея ни малейшего представления о его личности. Именно тогда стала развиваться отвергнутая на ранних стадиях версия о том, что имело место совершённое по неосторожности убийство.
В версии о причастности Патыка к смерти Папалы было ещё несколько примечательных фактов. По словам Gazeta Wyborcza, Патык проживал недалеко от дома Папалы и мог легко добраться до его автомобиля, а на момент убийства уже находился в розыске по обвинению в угоне автомобиля. В ночь убийства он наткнулся на некоего полицейского, который потребовал от него убираться, но самого угонщика не смог опознать при этом в лицо. По совпадению, этого же полицейского спустя некоторое время осудили за получение взятки. Результаты экспертиз показали, что именно Патыку принадлежали оставленные на стекле автомобиля отпечатки пальцев, к тому же конфискованный у Патыка сотовый телефон подключился только к той станции, в зону покрытия которой входило и место преступления. В апреле 2012 года Игорь М. был арестован по обвинению в убийстве Папалы. Судебный процесс в отношении банды автоугонщиков Патыка начался в 2015 году, а всего на скамье подсудимых оказались шестеро человек — Игорь М., Роберт П., Мариуш М., Томаш В. и братья Роберт и Дариуш Й.

### Критика обвинения
Патык не признавал свою вину в убийстве Папалы, утверждая, что никогда не занимался вооружёнными ограблениями. С его слов, в ночь убийства он действительно хотел угнать машину Папалы, но не стрелял в бывшего начальника полиции, а когда заметил на стоянке Богуцкого и Сенькива, то сбежал с места происшествия, даже не тронув машину. Именно на основании этих показаний следствие и стало разрабатывать версию о том, что к организации убийства были причастны Богуцкий, Зелиньский и Мазур. В других показаниях Игорь М. утверждал, что заметил на стоянке трёх мужчин — Рышарда Богуцкого, Рышарда Немчика и Кшиштофа Веремко. В помощь следственной группе «Генерал» были приданы лучшие аналитики польской полиции, которые предложили следователям проверить гипотезу о попытке Патыка свалить вину на Богуцкого. Появилось предположение, что Папала стал жертвой случайного убийства в результате попытки угона автомобиля, а Игорь М. тем самым попытался отвести внимание следствия от себя, упомянув о присутствии Богуцкого на месте преступления. Однако Патык утверждал, что Роберт П., пытаясь обвинить его в убийстве Папалы, хотел таким образом отомстить ему за то, что сам когда-то попал в тюрьму по наводке «Патыка».
Версия прокуратуры Лодзя о причастности банды автоугонщиков к убийству Папалы подвергалась критике со стороны варшавских следователей. Оглашая в 2013 году приговор в отношении Богуцкого и Зелиньского, суд выразил искреннее удивление тому, что следователи Варшавы и Лодзя не сотрудничали друг с другом и что все версии, не связанные с Богуцким, рассматривались только следователями Лодзя. Одним из главных изъянов версии о причастности банды автоугонщиков было то, что грабители в Польше никогда не брали с собой «на дело» огнестрельное оружие, а следствию казалось подозрительным, что «Байкер» молчал все эти годы. Более того, показания Байкера не совпадали с теми показаниями, которые давали жена Папалы и свидетель-вьетнамец: никто из них не видел каких-либо людей, стоявших «на стрёме», а в автомобиле Папалы был активирован иммобилайзер, предотвращавший возможность угона автомобиля. По словам адвоката Гжегожа Цихевича, многие из сокамерников Патыка повторяли ходившие слухи о причастности последнего к убийству. Ещё один человек, похищенный когда-то Патыком, утверждал, что его похититель грозился «убить его, как и Папалу», однако всё это было известно только со слов похищенного.

### Оправдательный приговор
Прокуратура требовала приговорить Игоря М. к пожизненному лишению свободы, ещё троих человек — к 15 годам тюрьмы каждого за соучастие в преступлении, ещё двух — к 3 и 7 годам лишения свободы за покушение на кражу соответственно. Однако 27 октября 2020 года окружной суд Варшавы оправдал всех шестерых по предъявленным им обвинениям в убийстве Папалы и попытке угона его автомобиля. Основным аргументом в пользу оправдания Патыка стало полное недоверие к показаниям Байкера: судья Мариуш Ивашко заметил, что в показаниях Байкера не упоминались ни требования грабителей к Папале отдать ключи, ни признаки силовой борьбы, что ставило вообще под сомнение достоверность показаний. Доказательств того, что Патык использовал огнестрельное оружие, также не было предоставлено, а вероятность того, что Патык мог нажать случайно на спусковой крючок и застрелить Папалу, суд посчитал ничтожно малой и отверг эту версию. Более того, в показаниях «Байкера» было зафиксировано столько противоречий и пробелов, что некоторые из участников судебного процесса усомнились в том, что свидетель был психически здоров.
Региональный прокурор Лодзя Ярослав Шуберт заявил о подаче апелляции на приговор Варшавского суда, заявив, что тот грубо нарушил принципы взвешивания доказательств. В сентябре 2022 года апелляционный суд Варшавы заинтересовался психическим состоянием Байкера с учётом его противоречивых показаний. В отношении Роберта П. психиатрическую экспертизу провёл клинический психолог Дариуш Ленартович, который уже проводил в 2012 году аналогичную экспертизу в его отношении. Согласно официальному заключению, свидетель Роберт П. был «ненормальной личностью с чертами диссоциального расстройства личности», однако никаких повреждений головного мозга, свидетельствовавших о возможности бессознательной выдумки, он не обнаружил. На проводимых допросах, по словам Ленартовича, свидетель не испытывал затруднений в понимании задаваемых вопросов, давал адекватные ответы и хорошо концентрировал своё внимание. В то же время, по словам Ленартовича, нельзя было исключать, что «Байкер» мог давать показания против Патыка из личных интересов. Прозвучало заявление, что в случае окончательного оправдания Патыка последует возбуждение уголовного дела в отношении «Байкера» по факту дачи заведомо ложных показаний.
13 ноября 2023 года апелляционный суд оставил в силе оправдательный приговор: судья Дорота Тырала подтвердила, что сторона обвинения опиралась именно на показания Байкера, однако суд постановил, что они не могли вызывать доверия. Действия прокуратуры и обвинения подверглись ещё более жёсткой критике со стороны прессы, чем после оправдания Словика и Богуцкого: журналистка Дорота Ковальская назвала оправдательный приговор одним из крупнейших поражений польского правосудия. Оправданный Патык позже заявил о намерении подать в суд на государство и потребовать 5 миллионов злотых компенсации морального ущерба за всё время пребывания под стражей.

## Перспективы раскрытия
По словам журналистки Дороты Кани, по состоянию на конец 2009 года в ходе расследования уголовного дела было допрошено около 400 свидетелей по делу Папалы, причём некоторые из них допрашивались неоднократно. Всего было выдвинуто 11 разных версий убийства Марека Папалы. К следствию подключались правоохранительные органы Австрии, Германии, США, Швеции. Однако ни заказчиков, ни исполнителей преступления польская судебная система так и не установила: все представавшие перед судом лица были оправданы по этому делу. Вопрос о причастности представителей польских ОПГ к смерти Папалы до сих пор остаётся открытым.
Многие авторы отмечали, что смерть многих свидетелей по делу Папалы осложняла дальнейшее проведение следственных мероприятий. Так, Дорота Каня заявила, что смерть Артура Зираевского стала серьёзным ударом для следствия. Дорота Ковальская в то же время, не отрицая эти факты, утверждала, что что следствие уже в самые первые дни после убийства допустило несколько серьёзных ошибок, из-за которых не смогло выйти на след заказчиков или исполнителей. Доктор Михал Скваржиньский в эфире радиостанции Jedynka в середине 2023 года заявил, что причины убийства Папалы могут так и остаться навсегда неустановленными, а Ковальская в конце того же года сказала, что крайне высока вероятность того, что подлинного заказчика убийства Папалы уже нет в живых.

## Отражение в культуре

### Книги
В 2008 году журналистка Анна Маршалек написала книгу о деле Папалы «Кто убил Папалу? Моё частное расследование» (пол. Kto zabił Papałę? Moje prywatne śledztwo). Согласно Маршалек, непосредственным исполнителем убийства, скорее всего, мог быть именно Рафал Каниговский, сделавший это по приказу Бараньского, тесно связанного с международной преступностью. Роль Мазура в этой истории ей так и осталась непонятной, а ключом к раскрытию дела, по мнению Маршалек, могли бы стать показания Рикардо Фанкини.
В том же году вышла книга Сильвестра Латковского «Убить Папалу», в которой он изложил биографию Папалы и проанализировал проведённое полицией расследование. Согласно журналисту Петру Пытляковскому, Латковский не выдвигал никаких гипотез об убийстве Папалы и не предъявлял никому обвинения, только спрашивая, возможно ли вообще раскрыть убийство Папалы. Книгу раскритиковали за неточности и ошибки вдова инспектора Малгожата и прокурор Ежи Мерзевский, ведший расследование дела Папалы. Одним из поводов для критики стала фраза: «Лучшее, что сделал Папала для полиции — это его смерть», в связи с чем от Латковского потребовали извиниться перед семьёй инспектора.
В 2013 году вышли ещё две книги — «Убить коменданта. Кулисы смерти генерала Марека Папалы» (пол. Zabić Komendanta. Kulisy śmierci gen. Marka Papały) авторства Лешека Шымовского и «Тень секретных служб» Дороты Кани, в одной из глав которой рассказывается об обстоятельствах убийства Папалы и последующем ходе расследования, заканчивающемся на аресте Игоря М. в 2012 году. В 2019 году вышла книга Януша Шостака «Коммандос смерти» (пол. Komando śmierci), одна из глав которой охватывает расследование убийства Папалы и приписывает преступление Мокотувской банде.

### Кино
В 2008 году вышел документальный фильм Сильвестра Латковского «Убить Папалу» (пол. Zabić Papałę), снятый по его одноимённой книге.

## Комментарии
1. ↑  В некоторых источниках Папалу называют генерал полиции (пол. generał policji)[1], так как в соответствии с распоряжением Совета министров Польши о званиях в силовых ведомствах звание[пол.] надинспектора полиции[пол.] соответствует воинскому званию генерала бригады[2].
2. ↑  Сасин в 1981—1989 годах занимал должность начальника 5-го департамента Службы безопасности ПНР[5], Старшак был начальником Следственного бюро[пол.] МВД ПНР[пол.][6] и заместителем генерального прокурора ПНР[7].
3. ↑  «Коронным свидетелем[англ.]» в уголовном праве некоторых стран (в том числе Польши) называется преступник, который в обмен на смягчение наказания или освобождение от него даёт показания, позволяющие раскрыть тяжкое преступление (или предотвратить его) и задержать причастных к нему лиц. Законодательство Польши позволяет перевести обвиняемого в таких случаях в статус «коронного свидетеля», который даёт показания в суде уже не как подсудимый, а как свидетель[28].
4. ↑  Сотрудничество полицейских служб было связано с борьбой против преступных группировок, занимавшихся, в частности, торговлей наркотиками, отмыванием денег, угонами автомобилей и организацией нелегальной иммиграции[10].
5. ↑  В материалах следствия и прессы упоминается как Сергей С. (пол. Siergiej S.)[6][24].
6. ↑  В материалах следствия и прессы Зелиньский упомянут как Анджей Б. (пол. Andrzej B.) или Анджей З. (пол. Andrzej Z.), Зираевский — как Артур З. (пол. Artur Z.), Скотарчак — как Никодем С. (пол. Nikodem S.)[6][43].
7. ↑  В некоторых источниках (в том числе показаниях Зираевского) Папала назван «большим псом» (пол. duży pies)[44] или «жирным псом» (пол. gruby pies) — именно так преступники чаще всего называли Папалу[20].
8. ↑  По данным на 2008 год он сидел в американской тюрьме[47], а в 2009 году был осуждён польским судом на 10 лет тюрьмы с конфискацией имущества[38].
9. ↑  На тот момент Мазур проживал в США на протяжении 44 лет, имея американское и польское гражданство[46] (гражданство США получил в 1969 году, гражданство Польши восстановил в 1996 году)[6].
10. ↑  Упоминался в материалах следствия изначально как Игорь Л. (пол. Igor Ł.), позже после смены личных данных стал фигурировать как Игорь М. (пол. Igor M.)[24].
11. ↑  Упоминается в документах как «Кшиштоф В.» (пол. Krzysztof W.[18]).
12. ↑  Книга выпущена в качестве приложения к журналу Newsweek Polska[пол.] (номер 4 за 21 января 2008 года).
13. ↑  Выведен в книге Маршалек под псевдонимом «Рафал Д.» (пол. Rafal D.)[47].